# Pleiocarpidia lanaensis
Pleiocarpidia lanaensis är en måreväxtart som beskrevs av Elmer Drew Merrill. Pleiocarpidia lanaensis ingår i släktet Pleiocarpidia och familjen måreväxter. Inga underarter finns listade i Catalogue of Life.